# ابن المغلس
أبو الحسن عبد الله بن المحدث أحمد بن محمد المغلس البغدادي الداودي الظاهري (؟-324 هـ)، الإمام العلامة، فقيه العراق، صاحب التصانيف. حدث عن: جده، وجعفر بن محمد بن شاكر، وأبي قلابة الرقاشي، وإسماعيل القاضي، وطبقتهم، وتفقه على أبي بكر محمد بن داود، وبرع وتقدم. أخذ عنه: أبو المفضل الشيباني ونحوه.
وعنه انتشر مذهب الظاهرية في البلاد وكان من بحور العلم، حمل عنه تلميذه حيدرة بن عمر، والقاضي عبد الله بن محمد ابن أخت وليد قاضي مصر، والفقيه علي بن خالد البصري، وطائفة.

## تصانيفه
له من التصانيف:
- كتاب «أحكام القرآن».
- كتاب «الموضح» في الفقه.
- كتاب «المبهج».
- كتاب «الدامغ» في الرد على من خالفه وغير ذلك.

## وفاته
مات ابن المغلس في سنة 324 هـ عن عمر نيف وستين سنة.